# ハリケーン・アイリーン (2011年)
ハリケーン・アイリーン (Hurricane Irene) は、2011年8月末に発生し、アメリカ東海岸へ上陸した大型ハリケーン。2011年の大西洋のハリケーン・シーズンにおいて9番目のトロピカル・ストームで、ハリケーンとしては1番目。

## 概要
2011年8月21日、小アンティル諸島付近で、トロピカルストーム・アイリーンが発生した。8月22日、アイリーンはハリケーンに発達した。さらに、8月24日、カテゴリー3に発達し、大型ハリケーンとなった。
8月27日、ノースカロライナ州にカテゴリー1のハリケーンとして上陸した。上陸時の勢力は952hPa、75ktだった。
8月28日、ニュージャージー州に再上陸した。上陸時の勢力は959hPa、65ktだった。

## その他
- 国際名Ireneは、この年限りで引退となった。代わりにIrmaという国際名に変更となった。

## 参考
1. ↑  http://www.nhc.noaa.gov/archive/2011/al09/al092011.public_a.028.shtml
2. ↑  http://www.nhc.noaa.gov/archive/2011/al09/al092011.update.08280937.shtml